# Viracochiella alpina
Viracochiella alpina är en kvalsterart som först beskrevs av Aoki 1982.  Viracochiella alpina ingår i släktet Viracochiella och familjen Ceratozetidae. Inga underarter finns listade i Catalogue of Life.